# مکسبورو
longitudeمکسبوروlatitudeمکسبورو
مکسبورو (به انگلیسی: Mexborough) یک روستا و شهرک در بریتانیا است که در انگلستان واقع شده‌است.

## خصوصیات
مکسبورو ۱۴٬۷۵۰ نفر جمعیت دارد.